# (4695) Mediolanum
Pour les articles homonymes, voir Mediolanum (homonymie).
(4695) Mediolanum est un astéroïde de la ceinture principale.

## Description
(4695) Mediolanum est un astéroïde de la ceinture principale. Il fut découvert le 7 septembre 1985 à La Silla par Henri Debehogne. Il présente une orbite caractérisée par un demi-grand axe de 2,67 UA, une excentricité de 0,14 et une inclinaison de 12,5° par rapport à l'écliptique.

## Compléments